# Pro Familia Suisse
 (août 2024).
La mise en forme du texte ne suit pas les recommandations de Wikipédia : il faut le « wikifier ».
Les points d'amélioration suivants sont les cas les plus fréquents. Le détail des points à revoir est peut-être précisé sur la page de discussion.
- Les titres sont pré-formatés par le logiciel. Ils ne sont ni en capitales, ni en gras.
- Le texte ne doit pas être écrit en capitales (les noms de famille non plus), ni en gras, ni en italique, ni en « petit »…
- Le gras n'est utilisé que pour surligner le titre de l'article dans l'introduction, une seule fois.
- L'italique est rarement utilisé : mots en langue étrangère, titres d'œuvres, noms de bateaux, etc.
- Les citations ne sont pas en italique mais en corps de texte normal. Elles sont entourées par des guillemets français : « et ».
- Les listes à puces sont à éviter, des paragraphes rédigés étant largement préférés. Les tableaux sont à réserver à la présentation de données structurées (résultats, etc.).
- Les appels de note de bas de page (petits chiffres en exposant, introduits par l'outil «  Source ») sont à placer entre la fin de phrase et le point final[comme ça].
- Les liens internes (vers d'autres articles de Wikipédia) sont à choisir avec parcimonie. Créez des liens vers des articles approfondissant le sujet. Les termes génériques sans rapport avec le sujet sont à éviter, ainsi que les répétitions de liens vers un même terme.
- Les liens externes sont à placer uniquement dans une section « Liens externes », à la fin de l'article. Ces liens sont à choisir avec parcimonie suivant les règles définies. Si un lien sert de source à l'article, son insertion dans le texte est à faire par les notes de bas de page.
- La présentation des références doit suivre les conventions bibliographiques. Il est recommandé d'utiliser les modèles {{Ouvrage}}, {{Chapitre}}, {{Article}}, {{Lien web}} et/ou {{Bibliographie}}. Le mode d'édition visuel peut mettre en forme automatiquement les références.
- Insérer une infobox (cadre d'informations à droite) n'est pas obligatoire pour parachever la mise en page.

Pour une aide détaillée, merci de consulter Aide:Wikification.
Si vous pensez que ces points ont été résolus, vous pouvez retirer ce bandeau et améliorer la mise en forme d'un autre article.
 (août 2024).
L'article doit être relu — et modifié si nécessaire — par des contributeurs indépendants pour apporter un regard critique aux contributions effectuées en violation des conditions d'utilisation de Wikipédia, tant sur la forme (notamment concernant le style encyclopédique, la proportionnalité) que sur le fond (la neutralité de point de vue, la qualité et l'indépendance des sources).
Pro Familia Suisse (PFS) est l'association faîtière des organisations familiales en Suisse. L'association, dont le siège est à Berne, compte cinq sections ainsi qu'une cinquantaine d'organisations membres.

## Histoire

### 1942-1946: fondation et premières années
Pro Familia Suisse a été fondée le 27 avril 1942 avec siège à Lucerne. Cette initiative était née de la recommandation du conseiller fédéral Philipp Etter, formulée deux ans plus tôt lors de la première conférence suisse sur la protection de la population et de la famille, de regrouper les organisations familiales,.
Albert Studer-Auer, qui a été la force motrice de la politique familiale pendant les années 30, a été élu premier président. À l'époque, l'association se concentrait sur la promotion d'une politique économique et sociale garantissant des allocations familiales suffisantes, une politique du logement et une fiscalité favorable aux familles, une protection de la maternité et des transports publics moins chers.
En 1946, Paul Zigerli, conseiller national PEV, a été élu nouveau président dans le but de mieux garantir la neutralité confessionnelle et politique de l'association. La même année, Pro Familia Suisse s'est engagée pour l'adoption de l'AVS.

### 1947-1973: organisation faîtière et expansion
En 1947, Pro Familia Suisse devient l'organisation faîtière des organisations familiales en Suisse et accueille de nombreuses organisations parmi ses membres. Deux ans plus tard, arrivent les premières subventions fédérales d'un montant de 3 000 francs.
Walter Ackermann, membre du Conseil des Etats PRD, a été président de Pro Familia Suisse de 1952 à 1973. Il a ouvert l'organisation faîtière à de nouvelles influences et l'association s'est élargie. En 1955, PFS a présenté un programme complet sur la politique familiale en Suisse. C'était une première en Suisse et ce document est resté le plus cohérent sur la politique familiale suisse jusqu'aux années 80. En outre, dans les années 60, Pro Familia Suisse a lancé une recherche scientifique sur la réalité de la vie familiale et demandait la création d'un bureau central pour les questions familiales au niveau fédéral.

### 1973-1983: changements au sein de l'association
La conseillère nationale socialiste Hedi Lang a été présidente entre 1973 et 1983. Sous sa présidence, PFS s'est ouverte à toutes les formes de famille.
L'organisation de l'association et les activités de Pro Familia Suisse ont également changé, PFS devient le centre de documentation et de coordination des organisations membres. Les années 70 sont également marquées par des difficultés internes : les questions politiques relatives à l'avortement, au congé parental et à l'assurance maternité mettent à rude épreuve la capacité de résistance de l'organisation faîtière,.
En 1983, Mme Lang a cédé la présidence au conseiller national PDC Vital Darbellay.

### 1983-1995: Charte de la famille et Année internationale des familles (AIF)
Sous la direction de Vital Darbellay, de nouvelles structures sont créées au sein de l'organisation faîtière et des thèmes soutenus par les organisations membres sont développés. En 1989, le siège est transféré de Lucerne à Berne.
Dès 1990, Mme Lucrezia Meier-Schatz devient secrétaire générale. Conseillère nationale PDC, titulaire d’un doctorat, elle est spécialisée dans les questions de politique familiale.
En 1993, Pro Familia Suisse a publié l'étude "Conciliation entre vie familiale et professionnelle".
Enfin, l'Année internationale de la famille a été organisée avec succès en 1994, avec une exposition itinérante sur "Les familles aujourd'hui" et de nombreux autres événements. PFS, dans la même année, a également publié une étude sur la valeur du travail non rémunéré.

### 1995-1999: réorganisation
La conseillère nationale PDC Ruth Grossenbacher-Schmid accède à la présidence.
Ce changement a entraîné un changement de contenu en 1996, axé sur la sécurité économique de la famille, la conciliation entre famille et carrière pour les pères et les mères, les effets de la fondation d’une famille sur le niveau de vie, les effets du chômage et de la pauvreté sur les familles.
En 1997, PFS a analysé le potentiel de discrimination dans l'assurance sociale et a préparé l'étude "La politique familiale et l'avenir de la sécurité sociale". Cependant, l'organisation faîtière était à l'époque confrontée à des difficultés économiques, car les cotisations des membres ne permettaient pas de financer une infrastructure professionnelle. Des efforts intensifs ont donc été déployés pour trouver des solutions viables.
Malgré une grande campagne en Suisse alémanique sur la conciliation entre famille et carrière et la publication d'un manuel sur le thème "Faire face à la carrière et à la famille en partenariat" en 1999, la situation financière de PFS est restée précaire.Après d’intenses discussions sur la dissolution de l'organisation faîtière, de nouveaux modèles de financement ont été décidés lors de l'assemblée des délégués. La même année, PFS a publié son premier rapport sur la situation des coûts de l'enfance en Suisse.

### 2000-2006
En 2000, Pro Familia Suisse a organisé un symposium sur la politique fiscale et a appelé à un changement de système : de l'imposition des couples mariés à l'imposition des familles en adoptant le modèle du splitting familial. PFS a également demandé des allègements substantiels pour les familles à faible revenu et a organisé des discussions d'experts sur différents modèles de garde d'enfants.
Un an plus tard, Pro Familia Suisse a lancé une campagne sur le thème des "entreprises favorables à la famille", dont les lignes directrices ont été élaborées sur la base d'une enquête menée auprès de 4500 entreprises dans toute la Suisse.
La présidente de l'époque, Mme Grossenbacher-Schmid, s'est retirée en 2001 après sept ans de mandat. Durant sa présidence, elle a permis à la politique familiale de mieux se faire connaître. Mmes Michèle Berger-Wildhaber, conseillère aux Etats radicale, et Jacqueline Fehr, conseillère nationale socialiste, ont ensuite pris la relève en tant que vice-présidentes. Depuis 2002, Mme Berger-Wildhaber a assumé seule la présidence.
A l'occasion du 10e anniversaire de l'Année internationale de la famille en 2004, Pro Familia Suisse a mené une campagne nationale d'affichage sur le thème "Relations intergénérationnelles et dialogue entre les générations". Cette campagne s'appuyait sur une journée d'information et une publication sur le même thème.
En 2004, PFS a également publié la version révisée de la Charte de la famille publiée en 1992. L'année suivante, elle a organisé une conférence sur le thème des perspectives de la politique familiale et a élaboré des lignes directrices pour la mise en œuvre de la Charte de la famille révisée.

### 2006-2017: changements structurels
Laurent Wehrli, conseiller national libéral-radical, a été président entre 2006 et 2017. Il était auparavant président de la section Pro Familia Vaud.
En 2010, l'organisation faîtière a adopté de nouvelles structures et signé pour la première fois des accords de sous-services avec des organisations membres dans le but de promouvoir le thème du "renforcement des capacités parentales".
Le 1er décembre 2015, Philippe Gnaegi, ancien conseiller d’Etat neuchâtelois PLR, a succédé à la conseillère nationale PDC Lucrezia Meier-Schatz en tant que nouveau directeur général.
En 2017, la conseillère nationale socialiste Valérie Piller Carrard devient présidente.

### Activités depuis 2017
Pro Familia Suisse a fêté ses 75 ans d'existence en 2017. A cette occasion, le conseiller fédéral Alain Berset a reconnu l'engagement de PFS et a exposé les défis de la politique sociale. La même année a été publiée l'Étude sur le degré de satisfaction professionnelle des mères, dans le cadre de laquelle Pro Familia Suisse a interrogé quelque 500 femmes actives en Suisse ayant un ou plusieurs enfants. Les résultats ont montré que 70% des femmes interrogées augmenteraient leur taux d'emploi si les conditions générales étaient meilleures.
La votation fédérale sur le congé paternité a été adoptée le 27 septembre 2020. L'association "Le congé paternité maintenant !", sous laquelle ont collaboré les organisations faîtières Travail.Suisse, männer.ch, Alliance F et Pro Familia Suisse, a apporté une contribution importante.
A l'occasion du 80e anniversaire de Pro Familia Suisse, une exposition de photos sur le thème "L'évolution des familles au cours des 150 dernières années" a été organisée au grand magasin Loeb de Berne de septembre à décembre 2022. L'exposition a été reprise par Pro Familia Suisse et présentée au Tessin en 2024.
Le 4 avril 2023, Pax et Pro Familia Suisse ont lancé le premier Baromètre suisse des familles. La première édition a montré que, bien que la satisfaction à l'égard de la vie familiale soit élevée, la majorité craint que la situation générale des familles en Suisse ne se dégrade dans les années à venir.
Le 15 mai, Pro Familia Suisse a décerné le "Family Score Award 2023" aux entreprises suisses les plus favorables à la famille au cours des quatre dernières années. Le conseiller fédéral Alain Berset a remis le prix aux trois meilleures entreprises pour chacune des quatre catégories : grandes entreprises, PME, pouvoirs publics et organisations à but non lucratif.
Toujours en 2023, PFS a lancé la plateforme "Exemples de bonnes pratiques" pour inspirer les entreprises, les administrations publiques et les organisations à but non lucratif à mettre en œuvre des mesures visant à promouvoir l'équilibre entre vie professionnelle et vie privée.

## Mission
Pro Familia Suisse est une organisation à but non lucratif, politiquement et religieusement indépendante.
Pro Familia crée un réseau entre les organisations familiales et parentales en Suisse et les sections cantonales de Pro Familia dans le but de soutenir les familles. L'organisation faîtière promeut la politique familiale en Suisse.
Pro Familia Suisse travaille avec des entreprises, des experts de l'économie, de la science et de la politique. Elle aide les entreprises et les pouvoirs publics à créer des conditions favorables à la famille. Les thèmes importants sont la conciliation entre la famille et la carrière, la coexistence entre les générations, la réintégration des mères dans le monde du travail, les familles en difficulté économique et celles confrontées à des situations de handicap.
Sa structure hétérogène et non liée à un parti lui confère un large champ d'action.

## Structure organisationnelle
Pro Familia Suisse a été fondée en 1942 en tant qu'association et est une organisation exonérée d'impôts, dont le siège est à Berne depuis 1989.
Philippe Gnaegi en est le directeur opérationnel depuis 2015 et la conseillère nationale Valérie Piller Carrard préside le comité depuis 2017. Celui-ci traite des questions de stratégie sur proposition de la direction.
Pro Familia Suisse est active dans toute la Suisse. Actuellement, cinq sections régionales font partie de PFS. Elles remplissent des tâches similaires à celles de l'organisation faîtière nationale au niveau cantonal et assurent également le contact avec les différentes régions linguistiques.
- Pro Familia Basel Regio (à partir de 2019)
- Pro Familia Fribourg[23],[24]
- Pro Familia Ostschweiz[25],[26]
- Pro Familia Svizzera Italiana (dès 2019)[27]
- Pro Familia Vaud (depuis 1923)[7],[28]

L'association regroupe une cinquantaine d'organisations membres.
Elle est financée par les cotisations de ses membres, par les dons de sponsors et par des rétributions (mandats de prestations de l'Etat, par exemple de l'Office fédéral des assurances sociales, travaux de consultation)

## Domaines d'activité et priorités

### Journées d'étude
Pro Familia Suisse organise régulièrement des journées d'étude en collaboration avec l'Université de Fribourg. Les thèmes suivants ont été discutés :
- 2024 : "Le harcèlement scolaire[29]
- 2023 : "L'enfant au cœur des parentalités[30]
- 2022 : "Éducation à la parentalité - Parents normés ou parents différents ?[31]
- 2020 : "L'enfant-élève au cœur du monde digitalisé : soutien à la parentalité et rôle de l'école"[30].
- 2019 : "La socialisation précoce. Affaire privée ou mission publique ?"[32]
- 2018 : "Enfants, carrière et santé : retour sur le marché du travail".
- 2017 : "Soutien aux proches-dépendants".

### Baromètre des familles
En 2023 et 2024, Pax, une compagnie d'assurance-vie, et Pro Familia Suisse ont publié le Baromètre des familles. L'objectif est de montrer ce qui préoccupe actuellement les familles en Suisse et comment leur situation évolue au fil du temps. Le baromètre est établi chaque année et fournit des données pour les discussions de politique familiale et sociale ainsi que pour les entreprises.
Le Baromètre des familles 2024 a révélé que plus de la moitié des ménages suisses ont soit des problèmes financiers soit ne peuvent épargner pour faire face à une situation difficile, ce qui a attiré l'attention des médias.

### Enquêtes cantonales sur l'équilibre entre vie professionnelle et vie privée en collaboration avec les bureaux régionaux de l'égalité
L'un des principaux objectifs de Pro Familia Suisse est d'aider les entreprises et les administrations à créer des conditions favorables à la famille. En collaboration avec les bureaux régionaux de l'égalité entre femmes et hommes, Pro Familia Suisse a mené ces dernières années plusieurs enquêtes sur la "conciliation entre vie professionnelle et familiale dans les entreprises" dans les cantons du Valais, de Genève, de Vaud et de Neuchâtel. Le canton du Jura fera l’enquête en 2025. 

### Family Score
Pro Familia Suisse offre aux entreprises la possibilité de tester et d'évaluer leur degré d'ouverture à la famille. Le "Family Score" est une enquête scientifiquement élaborée auprès des employé.e.s qui évaluent le degré de favorabilité familiale d'une entreprise sur une échelle de 0 à 100. Ceux et celles-ci peuvent remplir anonymement un questionnaire en ligne pour partager leurs attentes et de leurs besoins en matière d'équilibre entre vie professionnelle et vie privée et pour évaluer les offres existantes de l'employeur. Les entreprises qui obtiennent 60 points ou plus sont considérées comme favorables à la famille et peuvent porter le label "entreprise favorable à la famille" de Pro Familia Suisse pendant trois ans.

### Exemples de bonnes pratiques
Depuis 2022, Pro Familia Suisse publie des modèles de bonnes pratiques sur son site Internet. L'objectif de cette plateforme est de faciliter le dialogue entre les entreprises, de partager les expériences et de diffuser les connaissances sur l'introduction de conditions de travail favorables à la famille.

### Intergroupe parlementaire sur la politique familiale
Pro Familia Suisse gère le secrétariat de l'intergroupe parlementaire sur la politique familiale et organise une réunion deux fois par an.

## Publications
- Baromètre suisse des familles : ce qui préoccupe les familles en Suisse. (annuel)
- Philippe Gnaegi : La politique familiale en Suisse. Schulthess Verlag     2021, traduit en allemand en 2022[39]
- Étude sur le degré de satisfaction professionnelle des mères. 2020
- Philippe Gnaegi : Interruptions de carrière : conséquences économiques et     solutions. In : CHSS Social Security 3/2019[40]
- Jean-Pierre ragnière et Philippe Gnaegi : Générations solidaires. Editions     Socialinfo, Lausanne 2018[41]
- Philippe Gnaegi : Analyse coûts-bénéfices d'une politique d'entreprise favorable     à la famille. 2018[42]